# Drapeau de Trois-Rivières

Drapeau de Trois-Rivières.

Logo utilisé depuis 2022.

Le drapeau de Trois-Rivières est l'emblème vexillologique utilisé par la ville de Trois-Rivières au Québec. Il se déploie sous forme d'un étendard blanc, au centre duquel se trouve son logotype.

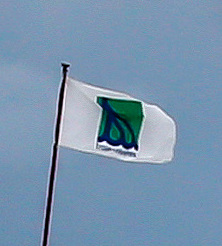
Drapeau.

## Description
Le logotype de Trois-Rivières a été conçu par Pierre Rivard en 1984. Sa forme synthétise la réalité géographique de la ville des trois rivières ou chenaux de la rivière Saint-Maurice. 
- Il est bleu, vert et blanc.

- Le bleu symbolise l'eau alors que le vert représente la végétation.

- Du haut d'un carré vert descend une ligne bleue qui se divise en trois, bordant deux îles, avant d'aboutir au fleuve en forme de vagues.

- Le nom de Trois-Rivières est inscrit en bas, en bleu sur un fond blanc[1].

En juillet 2022, la ville de Trois-Rivières décide d'abandonner complètement les couleurs dans le logo, au profit du noir et du blanc. Cette décision est prise sans avoir consulté le conseil de ville, ce qui est dénoncé par le conseiller Luc Tremblay.